# Arauá (ort)
Arauá är en ort i Brasilien.   Den ligger i kommunen Arauá och delstaten Sergipe, i den östra delen av landet, 1 200 km öster om huvudstaden Brasília. Arauá ligger 112 meter över havet och antalet invånare är 4 747.
Terrängen runt Arauá är platt, och sluttar österut. Närmaste större samhälle är Estância, 19,8 km öster om Arauá.
Omgivningarna runt Arauá är huvudsakligen savann. Runt Arauá är det ganska glesbefolkat, med 50 invånare per kvadratkilometer.